# رواية اجتماعية

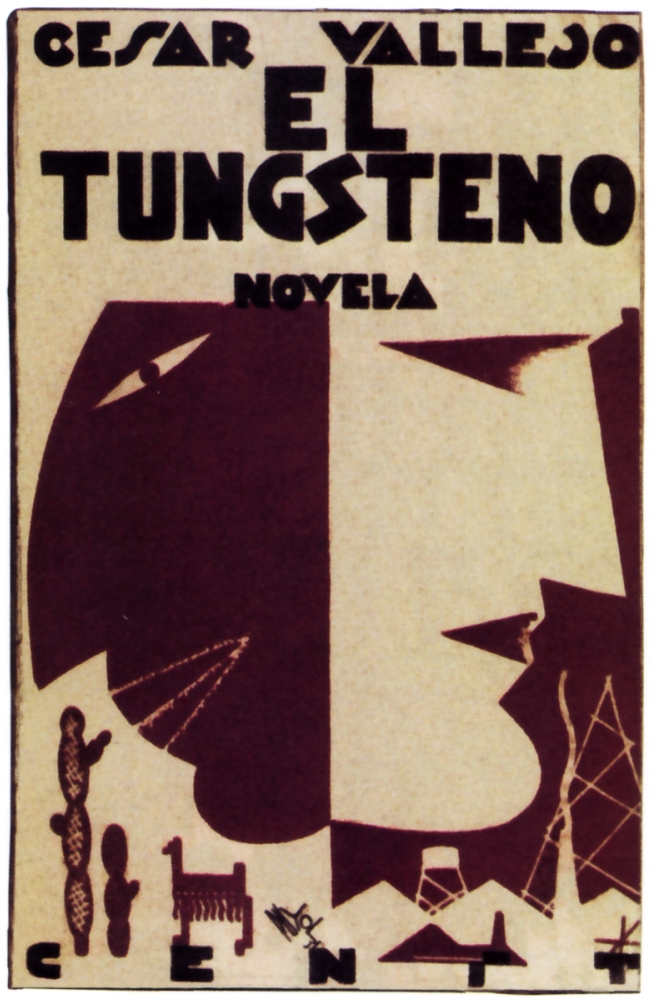
صورة للرواية الاجتماعية الأسبانية التنغستون.

الرواية الاجتماعية هي رواية أدبية خياليّة تُناقش في قصّتها عبر شخصيّات الرواية مشاكل اجتماعية سائدة في العصر والثقافة التي كُتبت فيها، مثل الجنس والدين والعرق والطبقة الاجتماعية والعنصرية وما إلى ذلك. وقد تُناقش الروايات الاجتماعية مواضيع أعقّد من ذلك مثل العَمل وعمالة الأطفال والفقر والعبودية والعنف ضد المرأة وارتفاع نسب الجريمة. كما يُمكن أن تناقش الرواية الواحدة أكثَر من موضوع واحد.
تُستخدم مصطلحات أخرى لوصف هذا النوع من الروايات مثل رواية عُماليّة أو رواية صناعية أو رواية دعائية أو احتجاج اجتماعي. رواية الاحتجاج الاجتماعي يكون تركيزها على فكرة تغيير المجتمع وأهم أنواعها في الرواية العُمّالية وهي ذلك النوع من الروايات الذي يدعو للاحتجاج أو الثورة على الظلم. وقد تطوّر المصطلح ليضمّ كذلك نوعاً من الروايات تُناقَش فيه مشاكل المراهقين والشباب يُعرف باسم أدب الشباب.

## أمثلة من روايات اجتماعية
- الثلاثية لـِ نجيب محفوظ.
- ثلاثية غرناطة لـِ رضوى عاشور.
- رجال في الشمس لـِ غسان كنفاني.
- المنزل الكئيب لـِ تشارلز ديكنز.
- الأخت كاري لـِ ثيودور درايزر.
- أن تملك وألا تملك لـِ إرنست همينغوي.
- جوني حمل سلاحه لـِ دالتون ترامبو.
- الرجل الخفي لـِ رالف إيلسون.
- الشياطين لـِ فيودور دوستويفسكي.
- أصدقاء للأبد لـِ دانيال ستيل.
- الأخوة السود لـِ ليزا تيتزنر.